# 사랑으로

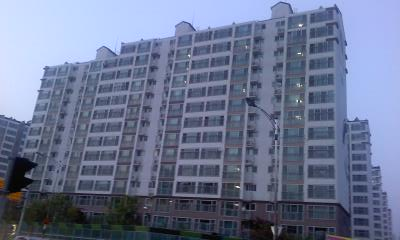
청주 산남동에 있는 부영사랑으로 아파트

사랑으로는 부영이 개발한 아파트 브랜드이다. 처음에는 그린타운 또는 e그린타운이었다.

## 단지 현황

### 그린타운
| 단지 이름                    | 소재지                   | 세대      | 입주        | 난방 방식          |
| ---------------------------- | ------------------------ | --------- | ----------- | ------------------ |
| 부영그린타운1차              | 서울특별시 양천구 목동   | 72세대    | 1999년 5월  | 개별난방, 열병합   |
| 부영그린타운2차              | 서울특별시 양천구 목동   | 240세대   | 2000년 5월  | 개별난방, 열병합   |
| 부영그린타운3차              | 서울특별시 양천구 목동   | 276세대   | 2000년 11월 | 개별난방, 열병합   |
| 가좌마을부영그린타운1차      | 청주시 상당구 용담동     | 380세대   | 2003년 7월  | 개별난방, 도시가스 |
| 동천동 부영그린타운          | 대구광역시 북구 동천동   | 1194세대  | 2003년 7월  | 개별난방, 도시가스 |
| 갑오마을10단지부영e그린타운  | 김해시 장유2동           | 446세대   | 2003년 8월  | 개별난방, 도시가스 |
| 갑오마을11단지부영e그린타운  | 김해시 장유2동           | 324세대   | 2003년 9월  | 개별난방, 도시가스 |
| 젤미마을4단지부영e그린타운   | 김해시 장유2동           | 516세대   | 2004년 10월 | 개별난방, 도시가스 |
| 젤미마을7단지부영e그린타운   | 김해시 장유2동           | 372세대   | 2004년 5월  | 개별난방, 도시가스 |
| 젤미마을9단지부영e그린타운   | 김해시 장유2동           | 394세대   | 2004년 10월 | 개별난방, 도시가스 |
| 팔판마을1단지부영e그린타운   | 김해시 장유3동           | 794세대   | 2005년 6월  | 개별난방, 도시가스 |
| 팔판마을2단지부영e그린타운   | 김해시 장유3동           | 224세대   | 2005년 2월  | 개별난방, 도시가스 |
| 팔판마을3단지부영e그린타운   | 김해시 장유3동           | 1,304세대 | 2004년 5월  | 개별난방, 도시가스 |
| 중흥마을3단지부영그린타운    | 청주시 상당구 용암동     | 326세대   | 2005년 11월 | 개별난방, 도시가스 |
| 장자마을6단지부영그린타운2차 | 청주시 상당구 금천동     | 320세대   | 2005년 11월 | 개별난방, 도시가스 |
| 광주첨단부영그린타운1차      | 광주광역시 광산구 산월동 | 515세대   | 2005년 10월 | 개별난방, 도시가스 |

### 사랑으로
| 단지 이름                     | 소재지                   | 세대      | 입주                     | 난방 방식          |
| ----------------------------- | ------------------------ | --------- | ------------------------ | ------------------ |
| 두리마을 부영 사랑으로        | 경산시 옥곡동            | 966세대   | 2006년 6월               | 개별난방, 도시가스 |
| 첨단 부영 아파트 6차          | 광주광역시 광산구 산월동 | 720세대   | 2006년 11월              | 개별난방, 도시가스 |
| 첨단 부영 아파트 7차          | 광주광역시 광산구 산월동 | 644세대   | 2007년 1월               | 개별난방, 도시가스 |
| 제천 신월 부영아파트          | 제천시 신월동            | 401세대   | 2006년 11월              | 개별난방, 도시가스 |
| 음성 대소 부영아파트          | 음성군 대소면 대풍리     | 392세대   | 2006년 11월              | 개별난방, 도시가스 |
| 산남 부영사랑으로             | 청주시 서원구 산남동     | 985세대   | 2007년 4월               | 개별난방, 도시가스 |
| 지금 부영사랑으로             | 남양주시 다산동          | 86세대    | 2007년 6월               | 개별난방, 도시가스 |
| 오천 사랑으로 부영 1-5차      | 포항시 남구 오천읍       | 4657세대  | 2007년 4월 ~ 2015년 11월 | 개별난방, 도시가스 |
| 판교 산운8단지 사랑으로 부영  | 성남시 분당구 운중동     | 371세대   | 2008년 12월              | 개별난방, 도시가스 |
| 진접 부영사랑으로             | 남양주시 진접읍 금곡리   | 1,080세대 | 2009년 9월               | 개별난방, 도시가스 |
| 평택 청북 사랑으로 부영       | 평택시 청북읍 옥길리     | 400세대   | 2012년 8월               | 개별난방, 도시가스 |
| 부산 신호 1차 사랑으로 부영   | 부산광역시 강서구 신호동 | 1,064세대 | 2014년 1월               | 개별난방, 도시가스 |
| 빛가람1단지 사랑으로 부영     | 나주시 빛가람동          | 946세대   | 2015년 9월               | 개별난방, 도시가스 |
| 빛가람2단지 사랑으로 부영     | 나주시 빛가람동          | 702세대   | 2016년 2월               | 개별난방, 도시가스 |
| 빛가람3단지 사랑으로 부영     | 나주시 빛가람동          | 1,558세대 | 2017년 12월              | 개별난방, 도시가스 |
| 경주 외동 사랑으로 부영 1단지 | 경주시 외동읍 모화리     | 1,780세대 | 2018년 3월               | 개별난방, 도시가스 |
| 경주 외동 사랑으로 부영 2단지 | 경주시 외동읍 모화리     | 1,450세대 | 2018년 1월               | 개별난방, 도시가스 |